# Bahnstrecke Stahringen–Friedrichshafen
| Streckennummer (DB): | 4331                                                                                |                                       |                                |
| Kursbuchstrecke (DB): | 731 (Radolfzell–Friedrichshafen) 301b (1946) 304k (O.-Mühlhofen – M.-Neufrach 1946) |                                       |                                |
| Streckenlänge: | 51,780 km                                                                           |                                       |                                |
| Spurweite: | 1435 mm (Normalspur)                                                                |                                       |                                |
| Streckenklasse: | D4                                                                                  |                                       |                                |
| Streckengeschwindigkeit: | 130 km/h                                                                            |                                       |                                |
| Streckengeschwindigkeit mit Neigetechnik: | 160 km/h                                                                            |                                       |                                |
| Zugbeeinflussung: | PZB, GNT                                                                            |                                       |                                |
| |                                                                                     |                                       |                                |
| \| \| \| von Radolfzell \| \| \| \| 0,000 \| Stahringen \| 439 m \| \| \| \| nach Mengen \| \| \| \| 5,400 \| Espasingen \| Espasingen \| \| \| 8,494 \| Ludwigshafen (Bodensee) \| 399 m \| \| \| 12,563 \| Sipplingen \| 398 m \| \| \| 14,800 \| Süßenmühle \| Süßenmühle \| \| \| 17,408 \| Überlingen Therme \| 400 m \| \| \| 17,866 \| Überlinger West-Tunnel (948 m) \| Überlinger West-Tunnel (948 m) \| \| \| 18,910 \| Überlingen \| 404 m \| \| \| 18,972 \| Überlinger Ost-Tunnel (615 m) \| Überlinger Ost-Tunnel (615 m) \| \| \| 19,610 \| Überlingen Ost \| Überlingen Ost \| \| \| 21,410 \| Überlingen-Nußdorf \| 404 m \| \| \| 24,200 \| Birnau-Maurach \| Birnau-Maurach \| \| \| 25,800 \| von Unteruhldingen \| von Unteruhldingen \| \| \| 25,700 \| Bundesstraße 31 (45 m) \| Bundesstraße 31 (45 m) \| \| \| 26,445 \| Uhldingen-Mühlhofen \| 415 m \| \| \| 27,500 \| Mühlhofen Ort \| Mühlhofen Ort \| \| \| 29,600 \| Grasbeuren \| Grasbeuren \| \| \| 32,294 \| Salem (ehemals Mimmenhausen-Neufrach) \| 435 m \| \| \| \| nach Frickingen \| \| \| \| 34,500 \| Mittelstenweiler \| Mittelstenweiler \| \| \| 37,442 \| Bermatingen-Ahausen \| 435 m \| \| \| 41,137 \| Markdorf (Baden) \| 435 m \| \| \| 44,810 \| Friedrichshafen-Kluftern \| Friedrichshafen-Kluftern \| \| \| 46,700 \| Gleisanschluss Dornier-Werke \| Gleisanschluss Dornier-Werke \| \| \| 46,774 \| Friedrichshafen-Fischbach \| 413 m \| \| \| 48,009 \| Friedrichshafen-Manzell \| Friedrichshafen-Manzell \| \| \| 49,100 \| Seemoos \| Seemoos \| \| \| 50,109 \| Friedrichshafen Landratsamt \| 410 m \| \| \| 50,600 \| Friedrichshafen Strandbad \| Friedrichshafen Strandbad \| \| \| 51,780 \| Friedrichshafen Stadt \| 404 m \| \| \| \| nach Friedrichshafen Hafen \| \| \| \| \| nach Oberteuringen \| \| \| \| \| nach Ulm \| \| \| \| \| nach Lindau-Aeschach \| \| \| \| \| \| \| \| Quellen: [1][2][3][4][5] \| \| \| \| |                                                                                     |                                       |                                |
| Strecke |                                                                                     | von Radolfzell                        | von Radolfzell                 |
| Bahnhof | 0,000                                                                               | Stahringen                            | 439 m                          |
| Abzweig geradeaus und nach links |                                                                                     | nach Mengen                           | nach Mengen                    |
| ehemaliger Bahnhof | 5,400                                                                               | Espasingen                            | Espasingen                     |
| Bahnhof | 8,494                                                                               | Ludwigshafen (Bodensee)               | 399 m                          |
| Haltepunkt / Haltestelle | 12,563                                                                              | Sipplingen                            | 398 m                          |
| ehemaliger Haltepunkt / Haltestelle | 14,800                                                                              | Süßenmühle                            | Süßenmühle                     |
| Bahnhof | 17,408                                                                              | Überlingen Therme                     | 400 m                          |
| Tunnel | 17,866                                                                              | Überlinger West-Tunnel (948 m)        | Überlinger West-Tunnel (948 m) |
| Haltepunkt / Haltestelle | 18,910                                                                              | Überlingen                            | 404 m                          |
| Tunnel | 18,972                                                                              | Überlinger Ost-Tunnel (615 m)         | Überlinger Ost-Tunnel (615 m)  |
| ehemaliger Haltepunkt / Haltestelle | 19,610                                                                              | Überlingen Ost                        | Überlingen Ost                 |
| Haltepunkt / Haltestelle | 21,410                                                                              | Überlingen-Nußdorf                    | 404 m                          |
| ehemaliger Haltepunkt / Haltestelle | 24,200                                                                              | Birnau-Maurach                        | Birnau-Maurach                 |
| Abzweig geradeaus und ehemals von rechts | 25,800                                                                              | von Unteruhldingen                    | von Unteruhldingen             |
| Strecke mit Straßenbrücke | 25,700                                                                              | Bundesstraße 31 (45 m)                | Bundesstraße 31 (45 m)         |
| Bahnhof | 26,445                                                                              | Uhldingen-Mühlhofen                   | 415 m                          |
| ehemaliger Haltepunkt / Haltestelle | 27,500                                                                              | Mühlhofen Ort                         | Mühlhofen Ort                  |
| ehemaliger Haltepunkt / Haltestelle | 29,600                                                                              | Grasbeuren                            | Grasbeuren                     |
| Bahnhof | 32,294                                                                              | Salem (ehemals Mimmenhausen-Neufrach) | 435 m                          |
| Abzweig geradeaus und ehemals nach links |                                                                                     | nach Frickingen                       | nach Frickingen                |
| ehemaliger Haltepunkt / Haltestelle | 34,500                                                                              | Mittelstenweiler                      | Mittelstenweiler               |
| Haltepunkt / Haltestelle | 37,442                                                                              | Bermatingen-Ahausen                   | 435 m                          |
| Bahnhof | 41,137                                                                              | Markdorf (Baden)                      | 435 m                          |
| Haltepunkt / Haltestelle | 44,810                                                                              | Friedrichshafen-Kluftern              | Friedrichshafen-Kluftern       |
| Abzweig geradeaus und ehemals von rechts | 46,700                                                                              | Gleisanschluss Dornier-Werke          | Gleisanschluss Dornier-Werke   |
| Haltepunkt / Haltestelle | 46,774                                                                              | Friedrichshafen-Fischbach             | 413 m                          |
| Bahnhof | 48,009                                                                              | Friedrichshafen-Manzell               | Friedrichshafen-Manzell        |
| ehemaliger Haltepunkt / Haltestelle | 49,100                                                                              | Seemoos                               | Seemoos                        |
| Haltepunkt / Haltestelle | 50,109                                                                              | Friedrichshafen Landratsamt           | 410 m                          |
| ehemaliger Haltepunkt / Haltestelle | 50,600                                                                              | Friedrichshafen Strandbad             | Friedrichshafen Strandbad      |
| Bahnhof | 51,780                                                                              | Friedrichshafen Stadt                 | 404 m                          |
| Abzweig geradeaus und nach rechts |                                                                                     | nach Friedrichshafen Hafen            | nach Friedrichshafen Hafen     |
| Abzweig geradeaus und ehemals nach links |                                                                                     | nach Oberteuringen                    | nach Oberteuringen             |
| Abzweig geradeaus und nach links |                                                                                     | nach Ulm                              | nach Ulm                       |
| Strecke |                                                                                     | nach Lindau-Aeschach                  | nach Lindau-Aeschach           |
| |                                                                                     |                                       |                                |
| Quellen: |                                                                                     |                                       |                                |

Die Bahnstrecke Stahringen–Friedrichshafen ist eine durchgehend eingleisige und nicht elektrifizierte Eisenbahnstrecke in Baden-Württemberg, die von Stahringen nach Friedrichshafen führt. Die 51,780 Kilometer lange Hauptbahn verläuft überwiegend entlang des nördlichen Bodenseeufers und ist Teil der Verbindung Radolfzell–Friedrichshafen Stadt (KBS 731), die im Kursbuch der Deutschen Bahn als Bodenseegürtelbahn bezeichnet wird.

## Geschichte
Die einst grenzüberschreitende Strecke entstand als Lückenschluss zwischen dem Netz der Großherzoglich Badischen Staatseisenbahnen und dem der Königlich Württembergischen Staats-Eisenbahnen. Nachdem Stahringen bereits am 20. Juli 1867 durch die Bahnstrecke Radolfzell–Mengen an das Eisenbahnnetz angeschlossen wurde, ging der Abschnitt von Stahringen nach Überlingen erst am 18. August 1895 in Betrieb. Am 2. Oktober 1901 wurde schließlich der Friedrichshafener Stadtbahnhof erreicht. Friedrichshafen war schon seit 1847 von Ulm aus mit der Südbahn zu erreichen.
Am 22. Dezember 1939 kam es auf der Strecke zu einem großen Zugunglück, als zwischen Markdorf und Kluftern ein Personen- und ein Güterzug kollidierten, was zum Tod von 102 Menschen führte. Da früher am selben Tag bereits in Genthin zwei Schnellzüge miteinander kollidiert waren, wobei 186 Tote zu beklagen waren, gilt dieser 22. Dezember als schlimmster Tag der deutschen Eisenbahngeschichte.
Nachdem der Gleisanschluss der Airbus Defence and Space 2019 gekündigt worden war, nahm die Deutsche Bahn die Ausweichanschlussstelle Friedrichshafen-Fischbach außer Betrieb und beantragte im Dezember 2021 deren Rückbau, der danach durchgeführt wurde.

## Verkehr

### Personenverkehr
Bis zum Fahrplanjahr 1993 verkehrten einzelne Schnellzüge auf der Strecke.
Im Schienenpersonennahverkehr wird die Strecke seit 2003 im Stundentakt von der ehemals als Seehänsele bezeichneten Linie RB31 Radolfzell–Friedrichshafen Stadt befahren, die nicht in Radolfzell-Haselbrunn und Stahringen hält. Zum Einsatz kommen Dieseltriebwagen vom Typ Stadler Regio-Shuttle RS1 der DB Regio Baden-Württemberg. Ab September 2019 hätten diese durch zweiteilige Dieseltriebzüge der Baureihe 622 (Alstom Coradia LINT 54) ersetzt werden sollen, dennoch werden derzeit (Stand August 2024) zwei von drei Umläufen weiterhin mit den Regio-Shuttles gefahren. Mit Inkrafttreten des neuen Verkehrsvertrags im Dezember 2023 gab die DB Regio bekannt, dass die Regio-Shuttles bis Dezember 2024 ins baden-württembergische Landesdesign umgestaltet werden. Einige Züge in Tagesrandlage fahren bis Singen und bis Friedrichshafen Hafen.
Außerdem verkehrt zweistündlich ein Regional-Express der Linie RE3 Friedrichshafen Hafen-Basel Bad Bf, der unterwegs nur in Überlingen und Salem hält und abwechselnd mit Neigetechnikzügen der Baureihe 612 oder einer Diesellok der Baureihe 245 beziehungsweise 218 mit je drei Doppelstockwagen betrieben wird. Dieser wird werktags am Nachmittag durch Fahrten der Linien RE3 und RB31 zwischen Friedrichshafen Stadt und Überlingen Therme zum Stundentakt verdichtet, die über Friedrichshafen Stadt hinaus bis Friedrichshafen Hafen, Eriskirch oder Kressbronn durchgebunden werden.

### Güterverkehr
Auf der Bahnstrecke Stahringen–Friedrichshafen verkehrte Stand 2019 abgesehen von Umleitungen kein regelmäßiger Güterverkehr. Nach einer Elektrifizierung der Strecke in Verbindung mit der 2021 erfolgten Elektrifizierung der Strecke Ulm–Friedrichshafen und einer geplanten Elektrifizierung der Hochrheinbahn und der Strecke Radolfzell–Stahringen wird eine Steigerung der Attraktivität für Güterzüge erwartet.

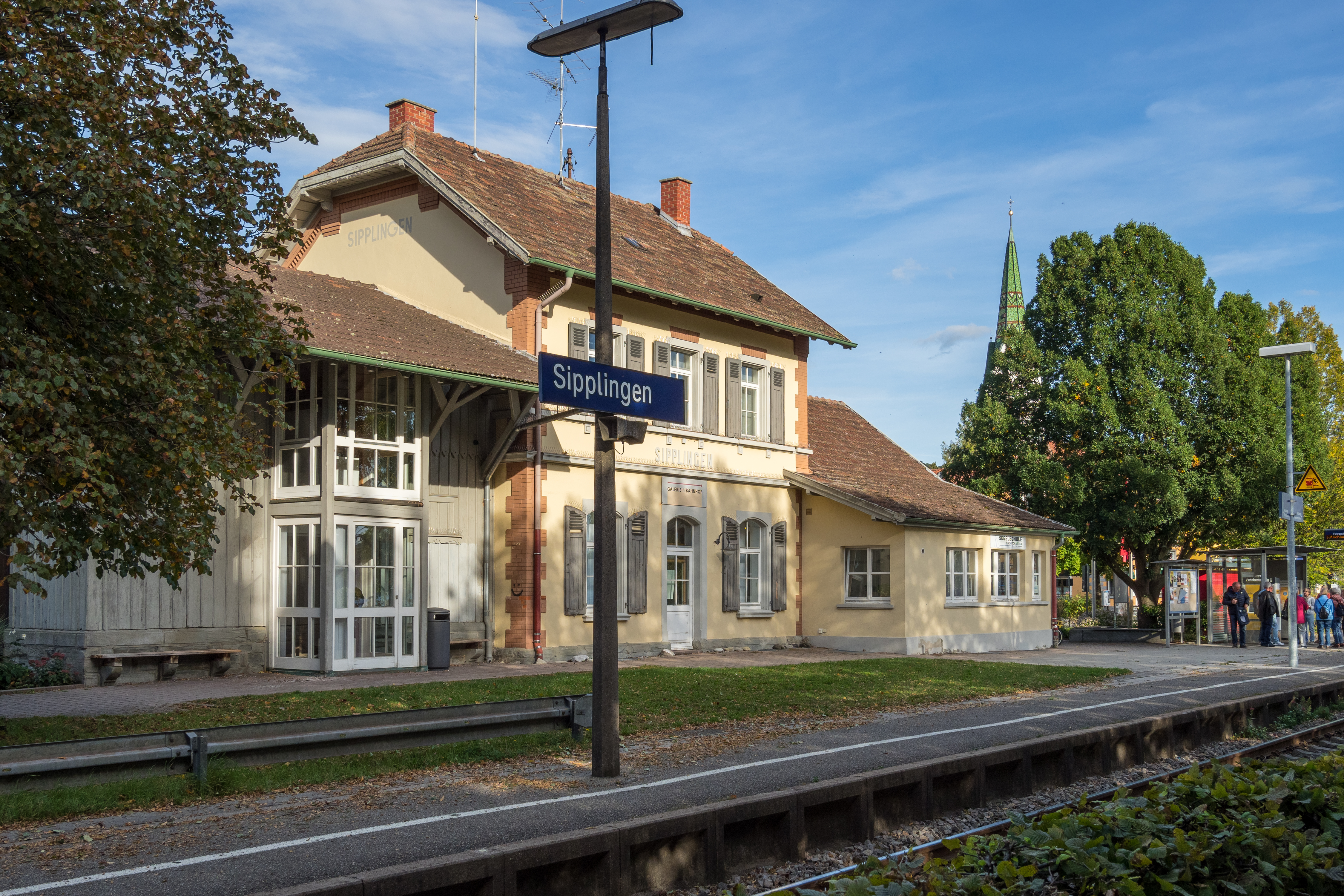
Sipplingen
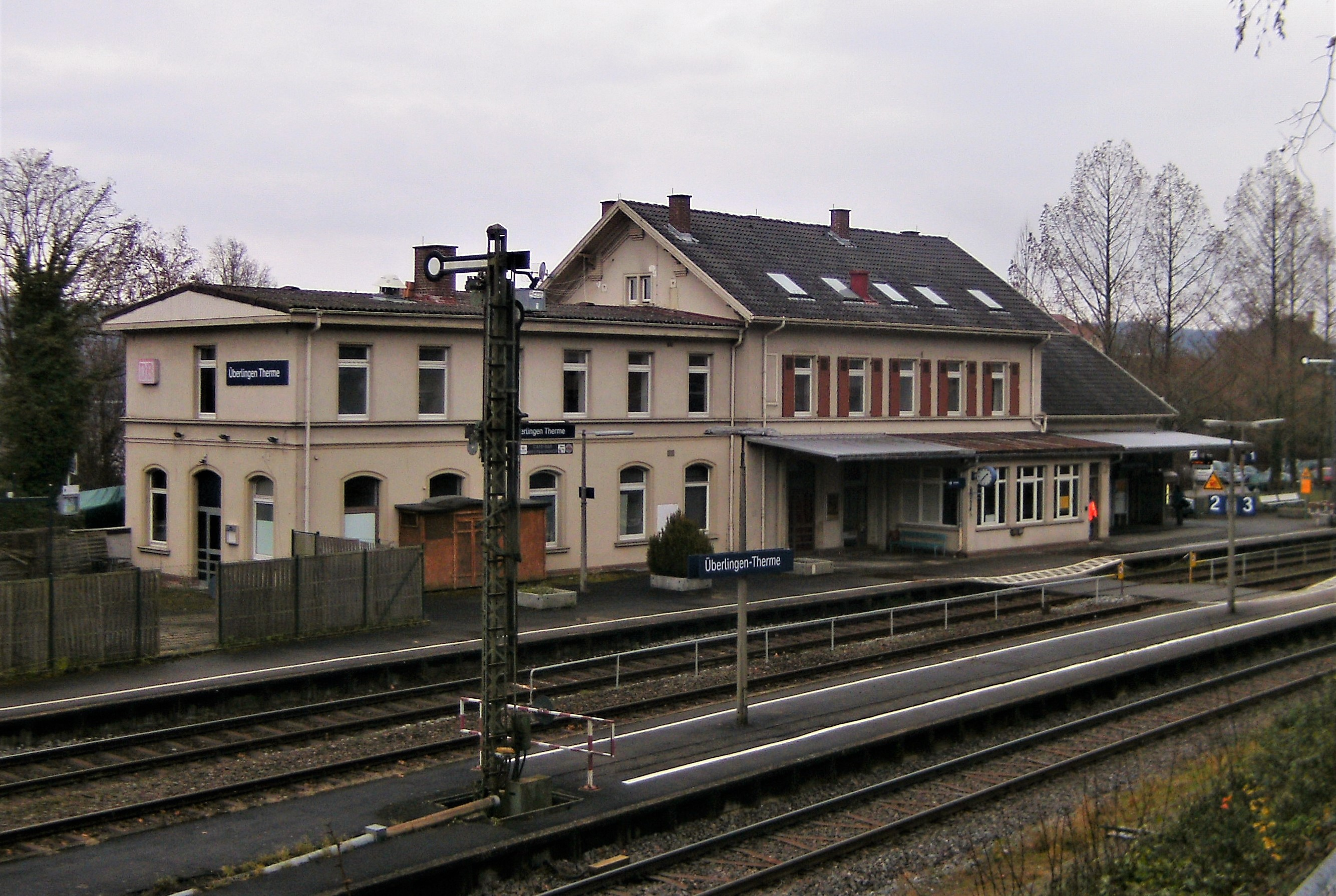
Überlingen Therme
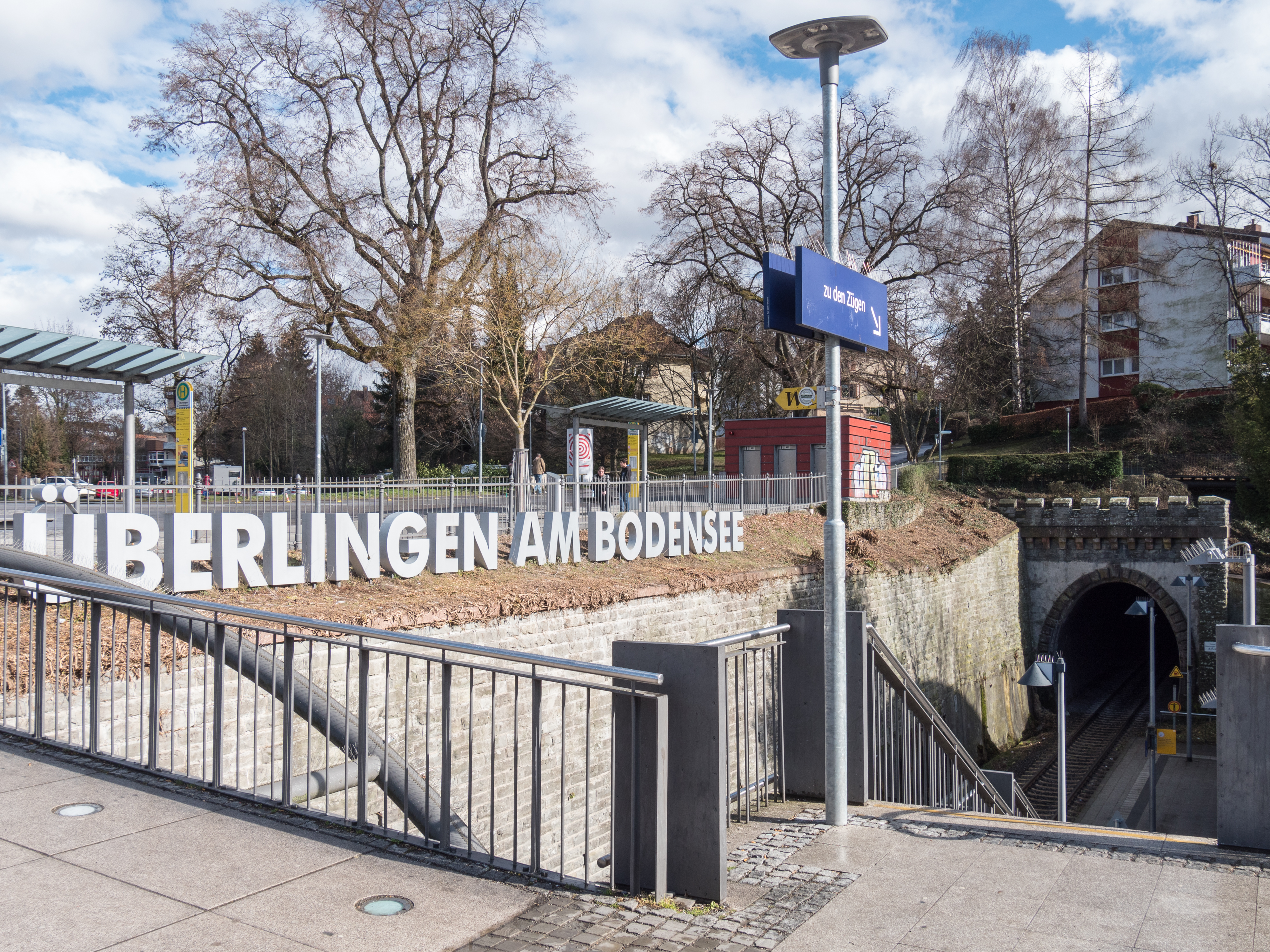
Überlingen
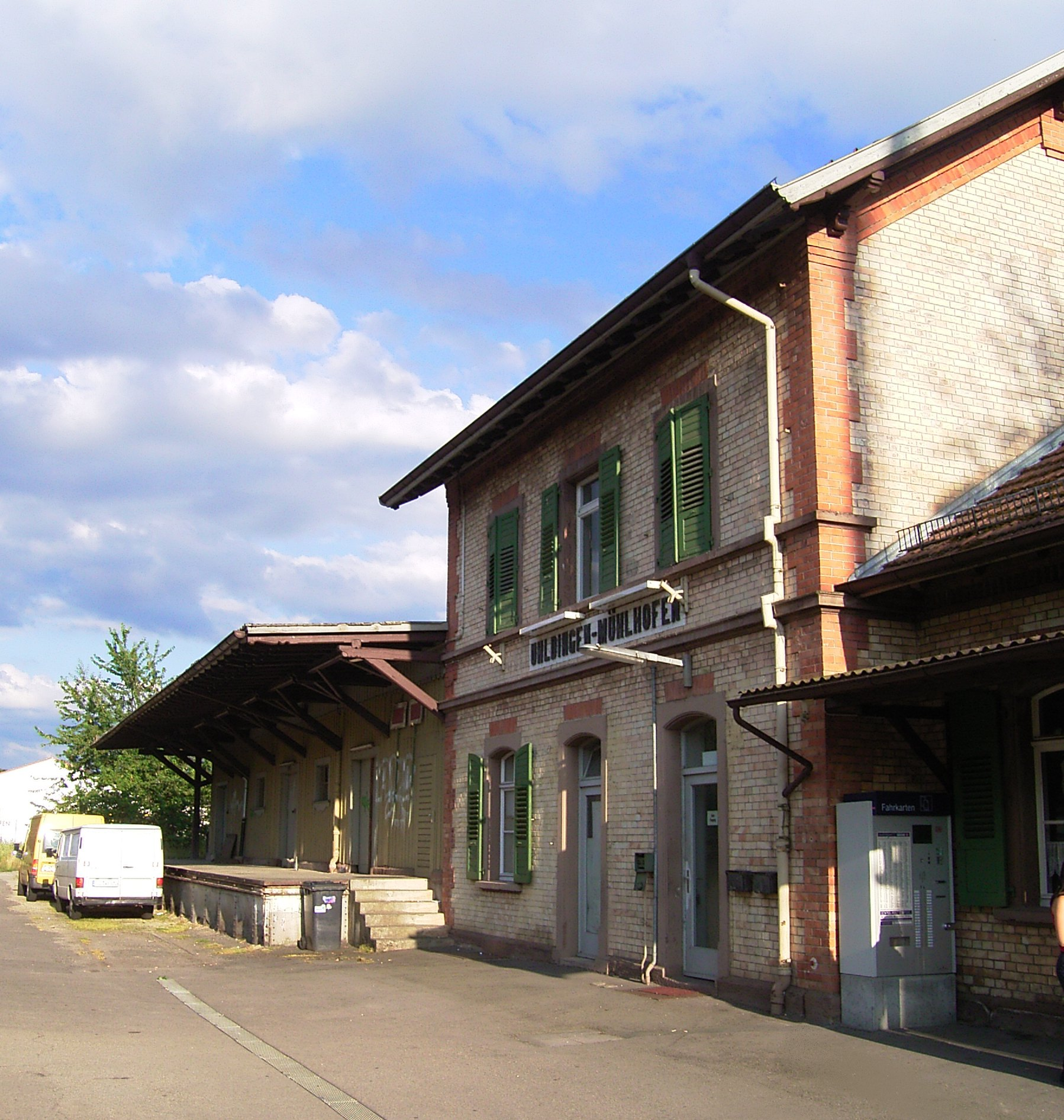
Uhldingen-Mühlhofen
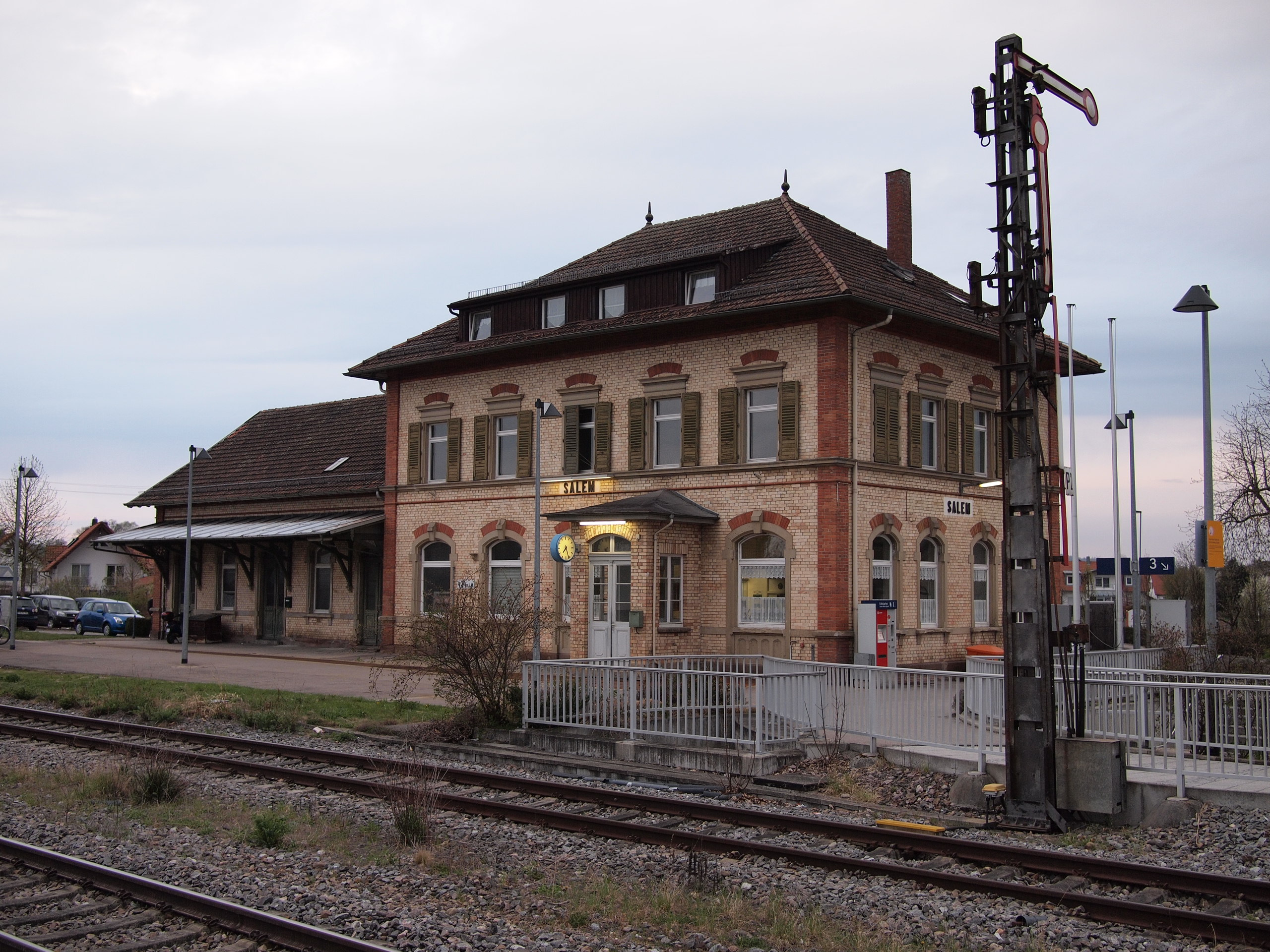
Salem
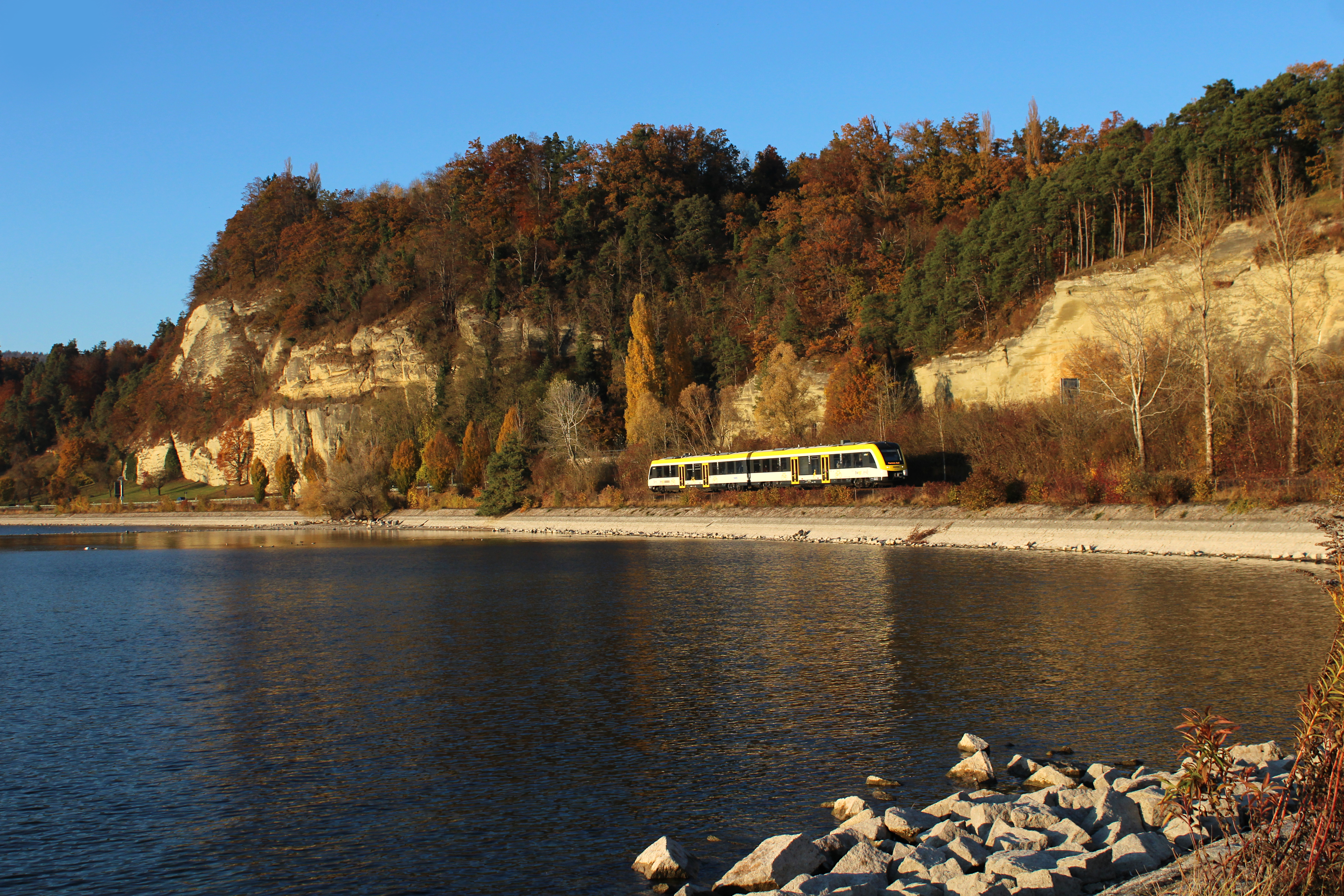
Eine Regionalbahn zwischen Sipplingen und Überlingen

## Ausbau und Elektrifizierung
Da die Strecke den vom Land Baden-Württemberg anvisierten Halbstundentakt der Regionalbahn und einen stündlich verkehrenden Regional-Express RE 3 Ulm–Basel nicht aufnehmen kann, wurde der Ausbau und die Elektrifizierung der Strecke vom Land erfolglos für den Bundesverkehrswegeplan 2030 im Rahmen der Ausbaustrecke Basel–Schaffhausen–Singen–Friedrichshafen angemeldet. Stattdessen könnte sie möglicherweise über ein 2018 vom Land Baden-Württemberg geplantes Elektrifizierungsprogramm bis 2040 elektrifiziert werden. 2019 begannen die Planungsarbeiten für den Ausbau und die Elektrifizierung der Bahnstrecke Stahringen–Friedrichshafen einschließlich der westlich anschließenden Strecke bis Radolfzell und der Seehäsle-Strecke bis Stockach. Die Kosten der Vorplanung beliefen sich auf 10,5 Millionen Euro, davon übernahm das Land Baden-Württemberg ein Viertel.
Geplant ist die Elektrifizierung der gesamten Strecke. Dazu gehört der Bau eines Umrichterwerks bei Markdorf, das den öffentlichen Strom mit einer Frequenz von 50 Hertz in Strom zur Versorgung der Oberleitung mit einer Frequenz von 16,7 Hertz umwandelt. Hinzu kommt der barrierefreie Ausbau der Stationen entlang der Strecke. Drei neue Haltepunkte sollen errichtet werden:
- Espasingen
- Mühlhofen Ort
- Markdorf Gewerbegebiet/Lipbach

Außerdem soll über rund 22 Kilometer Länge abschnittsweise ein zweites Gleis ergänzt werden:
- Zwischen Stahringen und Espasingen auf einer Länge von ca. 2,8 Kilometern
- Zwischen Espasingen und Ludwigshafen auf einer Länge von ca. 2 Kilometern
- Im Bahnhof Sipplingen auf einer Länge von ca. 0,2 Kilometern
- Zwischen Überlingen-Nußdorf und Uhldingen-Mühlhofen auf einer Länge von ca. 5,6 Kilometern
- Zwischen Bermatingen-Ahausen und Friedrichshafen-Kluftern auf einer Länge von ca. 7,5 Kilometern
- Zwischen Friedrichshafen-Manzell und Friedrichshafen Stadt auf einer Länge von ca. 3,0 Kilometern.

Diese Ausbauten sind notwendig, um einerseits die Zuverlässigkeit und Pünktlichkeit zu verbessern und andererseits um die zusätzlich geplanten Regionalbahnen und RE-Züge in den Fahrplan zu integrieren. 
Nach einer Kostenschätzung von 2019 wurden die Kosten hierfür mit rund 350 Millionen Euro veranschlagt. Nach 2023 durchgeführten Berechnungen wird nunmehr von ca. 650 Millionen Euro ausgegangen. DB InfraGo begründete die Mehrkosten mit zusätzlich erforderlichen Leistungen, die sich im Zuge der Vorplanung ergeben hätten. Dazu zählten etwa weitere benötigte zweigleisige Abschnitte. Von diesen 650 Millionen sollen der Bund 435 Millionen Euro, das Land 135 Millionen Euro, der Bodenseekreis 48 Millionen Euro und der Landkreis Konstanz 32 Millionen Euro tragen.